# Dasyphora latifrons
Dasyphora latifrons är en tvåvingeart som beskrevs av Zimin 1951. Dasyphora latifrons ingår i släktet Dasyphora och familjen husflugor. Inga underarter finns listade i Catalogue of Life.